# Kalvin Phillips
Kalvin Mark Phillips (Leeds, 2 dicembre 1995) è un calciatore inglese di origini giamaicane e irlandesi, centrocampista del Manchester City. Con la nazionale inglese è stato vicecampione d'Europa nel 2021.

## Biografia
Kalvin Phillips è nato a Leeds, da padre giamaicano e da madre irlandese.

## Caratteristiche tecniche
Phillips è un centrocampista difensivo, dotato di una forte personalità, dal fisico possente e di grande esplosività. Gioca principalmente come mediano ma è in grado di sapersi disimpegnare anche come difensore centrale in una linea a tre. Dotato di una buona tecnica di base, è avvezzo al tiro dalla distanza. Per il suo stile di gioco, viene soprannominato dai tifosi del Leeds con il nomignolo di Yorkshire Pirlo.

## Carriera

### Club

#### Gli inizi, Leeds Utd

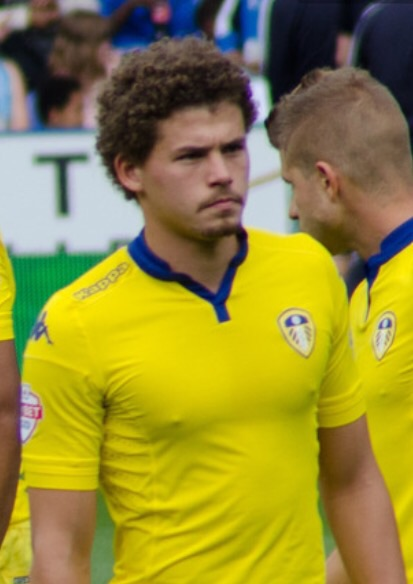
Phillips con la maglia del nel 2015

Dopo essere cresciuto nel settore giovanile del Leeds, debutta con la prima squadra il 6 aprile 2015, in occasione della partita di campionato persa per 4-3 in trasferta contro il Wolverhampton. Nel settembre del 2019 rinnova con la società inglese il suo contratto per altri cinque anni. Nella stagione 2019/2020 vince con gli Whites il campionato contribuendo alla promozione diretta in Premier League che mancava da sedici anni. A fine stagione grazie alle sue ottime prestazioni con la maglia del Leeds, viene inserito nell'undici titolare della Squadra dell'anno della PFA. Il 12 settembre 2020 fa il suo esordio ufficiale in Premier League nella sconfitta per 4-3 in trasferta contro il Liverpool. In sette anni con il Leeds, mette a referto complessivamente in tutte le competizioni 234 presenze, segnando 14 reti.

#### Manchester City
Il 4 luglio del 2022 viene ufficializzato dal Manchester City, firmando un contratto di sei anni. Il 7 agosto seguente fa il proprio debutto ufficiale con la maglia dei Citizens, in occasione della vittoria 2-0 contro il West Ham Utd. Il mese dopo, però, il giocatore subisce un infortunio alla spalla, che lo ha costretto ad operarsi poco dopo. Al suo ritorno dalla Coppa del Mondo a metà dicembre, il tecnico Pep Guardiola critica pesantemente il suo stato fisico. Tuttavia, l'11 gennaio 2023 disputa la sua prima partita dal primo minuto, una sconfitta esterna contro il Southampton valida per i quarti di finale di Coppa di Lega. Termina la sua prima annata con un totale 21 presenze tra tutte le competizioni.
Inizia la stagione seguente giocando gli ultimi sei minuti del match vinto contro il Fulham (5-1). Il 13 dicembre 2023 segna la sua prima rete con la maglia dei Citizens, nella vittoria 2-3 in casa della Stella Rossa valida per la fase a gironi di Champions League. Pochi giorni dopo si aggiudica il Mondiale per club battendo in finale il Fluminense per 4-0. Tuttavia in quello stesso periodo, dato il poco minutaggio, il giocatore chiede di essere ceduto in occasione della finestra di calciomercato invernale.

#### Prestiti al West Ham e all'Ipswich Town
Il 26 gennaio 2024 viene ceduto in prestito secco al West Ham Utd fino al termine della stagione. Il 1º febbraio successivo fa il proprio esordio con i londinesi, in una gara contro il Bournemouth, dove a causa di un suo errore difensivo concede a Dominic Solanke la rete del momentaneo vantaggio degli avversari dopo appena tre minuti di gioco. Il 30 marzo seguente viene aspramente criticato per la sua prestazione nel match esterno contro il Newcastle Utd: con il West Ham in vantaggio per 3-1, Phillips concede un calcio di rigore agli avversari poco dopo il suo ingresso in campo. In seguito a ciò al termine della gara, conclusasi poi per 4-3 in favore del Newcastle, alcuni tifosi hanno rimproverato duramente il giocatore, che ha poi risposto mostrando il dito medio. Termina la propria breve esperienza agli Hammers collezionando un totale di 10 presenze.
Il 16 agosto 2024 viene nuovamente ceduto in prestito, questa volta all'Ipswich Town, neopromosso in Premier League. Ha fatto il proprio esordio con la maglia dei Tractor Boys il successivo 28 agosto, nel match di Coppa di Lega perso ai tiri di rigore contro l'AFC Wimbledon. Il 12 gennaio 2025 ha segnato la sua prima rete, nella gara di FA Cup contro il Bristol Rovers vinto per 3-0.

### Nazionale
Pur essendo convocabile dalla Giamaica e non rifiutando la chiamata della nazionale caraibica, nell'agosto del 2020 riceve la sua prima chiamata dal CT inglese Gareth Southgate per giocare nella nazionale inglese, con cui esordisce l'8 settembre seguente, come titolare nella partita di Nations League disputata contro la Danimarca terminata sul punteggio di 0-0, debuttando prima con la selezione inglese che in Premier League.
Dopo essere stato convocato sia per gli Europei del 2020 che per i Mondiali del 2022, competizioni in cui scende in campo da titolare nella prima occasione (giocando tutte le partite della nazionale inglese, che raggiunge la finale, venendo sconfitta dall'Italia ai calci di rigore) e da subentrante nella seconda (con due sole apparizioni), il 19 giugno 2023 realizza la sua prima rete per l'Inghilterra nel successo per 7-0 contro la Macedonia del Nord.

## Statistiche

### Presenze e reti nei club
Statistiche aggiornate al 30 giugno 2025.
| Stagione               | Squadra                | Campionato             | Campionato | Campionato | Coppe nazionali | Coppe nazionali | Coppe nazionali | Coppe continentali | Coppe continentali | Coppe continentali | Altre coppe | Altre coppe | Altre coppe | Totale | Totale |
| Stagione               | Squadra                | Comp                   | Pres       | Reti       | Comp            | Pres            | Reti            | Comp               | Pres               | Reti               | Comp        | Pres        | Reti        | Pres   | Reti   |
| ---------------------- | ---------------------- | ---------------------- | ---------- | ---------- | --------------- | --------------- | --------------- | ------------------ | ------------------ | ------------------ | ----------- | ----------- | ----------- | ------ | ------ |
| 2014-2015              | Leeds Utd              | FLC                    | 2          | 1          | FACup+CdL       | 0+0             | 0               | -                  | -                  | -                  | -           | -           | -           | 2      | 1      |
| 2015-2016              | Leeds Utd              | FLC                    | 10         | 0          | FACup+CdL       | 0+0             | 0               | -                  | -                  | -                  | -           | -           | -           | 10     | 0      |
| 2016-2017              | Leeds Utd              | FLC                    | 33         | 1          | FACup+CdL       | 2+5             | 0               | -                  | -                  | -                  | -           | -           | -           | 40     | 1      |
| 2017-2018              | Leeds Utd              | FLC                    | 41         | 7          | FACup+CdL       | 1+1             | 0               | -                  | -                  | -                  | -           | -           | -           | 43     | 7      |
| 2018-2019              | Leeds Utd              | FLC                    | 42+2       | 1+0        | FACup+CdL       | 0+2             | 0               | -                  | -                  | -                  | -           | -           | -           | 46     | 1      |
| 2019-2020              | Leeds Utd              | FLC                    | 37         | 2          | FACup+CdL       | 1+2             | 0               | -                  | -                  | -                  | -           | -           | -           | 40     | 2      |
| 2020-2021              | Leeds Utd              | PL                     | 29         | 1          | FACup+CdL       | 1+0             | 0               | -                  | -                  | -                  | -           | -           | -           | 30     | 1      |
| 2021-2022              | Leeds Utd              | PL                     | 20         | 0          | FACup+CdL       | 0+3             | 0+1             | -                  | -                  | -                  | -           | -           | -           | 23     | 1      |
| Totale Leeds Utd       | Totale Leeds Utd       | Totale Leeds Utd       | 216        | 13         |                 | 18              | 1               |                    | -                  | -                  |             | -           | -           | 234    | 14     |
| 2022-2023              | Manchester City        | PL                     | 12         | 0          | FACup+CdL       | 4+2             | 0               | UCL                | 3                  | 0                  | CS          | 0           | 0           | 21     | 0      |
| 2023-gen. 2024         | Manchester City        | PL                     | 4          | 0          | FACup+CdL       | 0+1             | 0+1             | UCL                | 4                  | 1                  | CS+SU+Cmc   | 0+0+1       | 0           | 10     | 2      |
| gen.-giu. 2024         | West Ham Utd           | PL                     | 8          | 0          | FACup+CdL       | 0+0             | 0+0             | UEL                | 2                  | 0                  | -           | -           | -           | 10     | 0      |
| lug.-ago. 2024         | Manchester City        | PL                     | -          | -          | FACup+CdL       | -               | -               | UCL                | -                  | -                  | CS+Cmc      | 0+-         | 0+-         | 0      | 0      |
| Totale Manchester City | Totale Manchester City | Totale Manchester City | 16         | 0          |                 | 7               | 1               |                    | 7                  | 1                  |             | 1           | 0           | 31     | 2      |
| ago. 2024-2025         | Ipswich Town           | PL                     | 19         | 0          | FACup+CdL       | 2+1             | 1+0             | -                  | -                  | -                  | -           | -           | -           | 22     | 1      |
| Totale carriera        | Totale carriera        | Totale carriera        | 259        | 13         |                 | 28              | 3               |                    | 9                  | 1                  |             | 1           | 0           | 297    | 17     |

### Cronologia presenze e reti in nazionale
| Cronologia completa delle presenze e delle reti in nazionale ― Inghilterra | Cronologia completa delle presenze e delle reti in nazionale ― Inghilterra | Cronologia completa delle presenze e delle reti in nazionale ― Inghilterra | Cronologia completa delle presenze e delle reti in nazionale ― Inghilterra | Cronologia completa delle presenze e delle reti in nazionale ― Inghilterra | Cronologia completa delle presenze e delle reti in nazionale ― Inghilterra | Cronologia completa delle presenze e delle reti in nazionale ― Inghilterra | Cronologia completa delle presenze e delle reti in nazionale ― Inghilterra |
| Data                                                                       | Città                                                                      | In casa                                                                    | Risultato                                                                  | Ospiti                                                                     | Competizione                                                               | Reti                                                                       | Note                                                                       |
| -------------------------------------------------------------------------- | -------------------------------------------------------------------------- | -------------------------------------------------------------------------- | -------------------------------------------------------------------------- | -------------------------------------------------------------------------- | -------------------------------------------------------------------------- | -------------------------------------------------------------------------- | -------------------------------------------------------------------------- |
| 8-9-2020                                                                   | Copenaghen                                                                 | Danimarca                                                                  | 0 – 0                                                                      | Inghilterra                                                                | UEFA Nations League 2020-2021 - 1º turno                                   | -                                                                          | 76’                                                                        |
| 8-10-2020                                                                  | Londra                                                                     | Inghilterra                                                                | 3 – 0                                                                      | Galles                                                                     | Amichevole                                                                 | -                                                                          |                                                                            |
| 11-10-2020                                                                 | Londra                                                                     | Inghilterra                                                                | 2 – 1                                                                      | Belgio                                                                     | UEFA Nations League 2020-2021 - 1º turno                                   | -                                                                          | 65’                                                                        |
| 14-10-2020                                                                 | Londra                                                                     | Inghilterra                                                                | 0 – 1                                                                      | Danimarca                                                                  | UEFA Nations League 2020-2021 - 1º turno                                   | -                                                                          | 87’                                                                        |
| 25-3-2021                                                                  | Londra                                                                     | Inghilterra                                                                | 5 – 0                                                                      | San Marino                                                                 | Qual. Mondiali 2022                                                        | -                                                                          | 46’                                                                        |
| 28-3-2021                                                                  | Tirana                                                                     | Albania                                                                    | 0 – 2                                                                      | Inghilterra                                                                | Qual. Mondiali 2022                                                        | -                                                                          | 71’                                                                        |
| 31-3-2021                                                                  | Londra                                                                     | Inghilterra                                                                | 2 – 1                                                                      | Polonia                                                                    | Qual. Mondiali 2022                                                        | -                                                                          |                                                                            |
| 6-6-2021                                                                   | Middlesbrough                                                              | Inghilterra                                                                | 1 – 0                                                                      | Romania                                                                    | Amichevole                                                                 | -                                                                          | 46’                                                                        |
| 13-6-2021                                                                  | Londra                                                                     | Inghilterra                                                                | 1 – 0                                                                      | Croazia                                                                    | Euro 2020 - 1º turno                                                       | -                                                                          |                                                                            |
| 18-6-2021                                                                  | Londra                                                                     | Inghilterra                                                                | 0 – 0                                                                      | Scozia                                                                     | Euro 2020 - 1º turno                                                       | -                                                                          |                                                                            |
| 22-6-2021                                                                  | Londra                                                                     | Rep. Ceca                                                                  | 0 – 1                                                                      | Inghilterra                                                                | Euro 2020 - 1º turno                                                       | -                                                                          |                                                                            |
| 29-6-2021                                                                  | Londra                                                                     | Inghilterra                                                                | 2 – 0                                                                      | Germania                                                                   | Euro 2020 - Ottavi di finale                                               | -                                                                          | 45’                                                                        |
| 3-7-2021                                                                   | Roma                                                                       | Ucraina                                                                    | 0 – 4                                                                      | Inghilterra                                                                | Euro 2020 - Quarti di finale                                               | -                                                                          | 65’                                                                        |
| 7-7-2021                                                                   | Londra                                                                     | Inghilterra                                                                | 2 – 1 dts                                                                  | Danimarca                                                                  | Euro 2020 - Semifinale                                                     | -                                                                          |                                                                            |
| 11-7-2021                                                                  | Londra                                                                     | Italia                                                                     | 1 – 1 dts (3 – 2 dtr)                                                      | Inghilterra                                                                | Euro 2020 - Finale                                                         | -                                                                          |                                                                            |
| 2-9-2021                                                                   | Budapest                                                                   | Ungheria                                                                   | 0 – 4                                                                      | Inghilterra                                                                | Qual. Mondiali 2022                                                        | -                                                                          |                                                                            |
| 8-9-2021                                                                   | Varsavia                                                                   | Polonia                                                                    | 1 – 1                                                                      | Inghilterra                                                                | Qual. Mondiali 2022                                                        | -                                                                          | 8’                                                                         |
| 12-11-2021                                                                 | Londra                                                                     | Inghilterra                                                                | 5 – 0                                                                      | Albania                                                                    | Qual. Mondiali 2022                                                        | -                                                                          | 63’                                                                        |
| 15-11-2021                                                                 | Serravalle                                                                 | San Marino                                                                 | 0 – 10                                                                     | Inghilterra                                                                | Qual. Mondiali 2022                                                        | -                                                                          | 46’                                                                        |
| 4-6-2022                                                                   | Budapest                                                                   | Ungheria                                                                   | 1 – 0                                                                      | Inghilterra                                                                | UEFA Nations League 2022-2023 - 1º turno                                   | -                                                                          | 79’                                                                        |
| 7-6-2022                                                                   | Monaco di Baviera                                                          | Germania                                                                   | 1 – 1                                                                      | Inghilterra                                                                | UEFA Nations League 2022-2023 - 1º turno                                   | -                                                                          | 14’                                                                        |
| 11-6-2022                                                                  | Wolverhampton                                                              | Inghilterra                                                                | 0 – 0                                                                      | Italia                                                                     | UEFA Nations League 2022-2023 - 1º turno                                   | -                                                                          | 65’                                                                        |
| 14-6-2022                                                                  | Wolverhampton                                                              | Inghilterra                                                                | 0 – 4                                                                      | Ungheria                                                                   | UEFA Nations League 2022-2023 - 1º turno                                   | -                                                                          |                                                                            |
| 29-11-2022                                                                 | Al Rayyan                                                                  | Galles                                                                     | 0 – 3                                                                      | Inghilterra                                                                | Mondiali 2022 - 1º turno                                                   | -                                                                          | 58’                                                                        |
| 4-12-2022                                                                  | Al Khor                                                                    | Inghilterra                                                                | 3 – 0                                                                      | Senegal                                                                    | Mondiali 2022 - Ottavi di finale                                           | -                                                                          | 82’                                                                        |
| 23-3-2023                                                                  | Napoli                                                                     | Italia                                                                     | 1 – 2                                                                      | Inghilterra                                                                | Qual. Euro 2024                                                            | -                                                                          |                                                                            |
| 19-6-2023                                                                  | Manchester                                                                 | Inghilterra                                                                | 7 – 0                                                                      | Macedonia del Nord                                                         | Qual. Euro 2024                                                            | 1                                                                          | 58’ 77’                                                                    |
| 12-9-2023                                                                  | Glasgow                                                                    | Scozia                                                                     | 1 – 3                                                                      | Inghilterra                                                                | Amichevole                                                                 | -                                                                          | 41’                                                                        |
| 13-10-2023                                                                 | Londra                                                                     | Inghilterra                                                                | 1 – 0                                                                      | Australia                                                                  | Amichevole                                                                 | -                                                                          | 61’                                                                        |
| 17-10-2023                                                                 | Londra                                                                     | Inghilterra                                                                | 3 – 1                                                                      | Italia                                                                     | Qual. Euro 2024                                                            | -                                                                          | 9’ 70’                                                                     |
| 20-11-2023                                                                 | Skopje                                                                     | Macedonia del Nord                                                         | 1 – 1                                                                      | Inghilterra                                                                | Qual. Euro 2024                                                            | -                                                                          | 84’                                                                        |
| Totale                                                                     |                                                                            | Presenze                                                                   | 31                                                                         |                                                                            | Reti                                                                       | 1                                                                          |                                                                            |

## Palmarès

### Club

#### Competizioni nazionali
- Football League Championship: 1

Leeds United: 2019-2020
- Campionato inglese: 1

Manchester City: 2022-2023
- Coppa d'Inghilterra: 1

Manchester City: 2022-2023
- Community Shield: 1

Manchester City: 2024

#### Competizioni internazionali
- UEFA Champions League: 1

Manchester City: 2022-2023
- Supercoppa UEFA: 1

Manchester City: 2023
- Coppa del mondo per club: 1

Manchester City: 2023

### Individuale
- Squadra dell'anno della PFA: 1

2019-2020